# Півонія лікарська
{{#ifeq:0|0|{{#if:|{{#if:Paeoniaofficinalis|[[]}}|}}}}
Півонія лікарська — багаторічна рослина, що має кілька стебел висотою до одного метра. Пуп'янків в одному кущі півонії може бути кілька штук. За рахунок того, що бічні стебла з бутонами зацвітають пізніше центрального стебла, цвітіння півонії може тривати досить довго. Ці гарні квіти можна побачити на лісових галявинах, але найчастіше у садах і на клумбах міст і сіл. Починає цвісти півонія наприкінці весни, цвітіння триває близько 8-16 днів. Півонія лікарська має бутони різного кольору, але в медицині застосовуються лише півонії пурпурового кольору. Можна заготовлювати як пелюстки так і коріння рослин. Цей сорт півонії має спазмалітичну, протизапальну, сечогінну, болезаспокійливу, заспокійливим і тонізуючим ефектом.